# میویل (ویسکانسین)
میویل، ویسکانسین  (به انگلیسی: Mayville) شهری در شهرستان دوج ایالت ویسکانسین است که در سال ۱۸۸۵ بنیان‌گذاری شده‌است. این شهر طبق سرشماری سال ۲۰۱۰ میلادی ۵٬۱۵۴ نفر جمعیت داشته‌است.

## نگارخانه

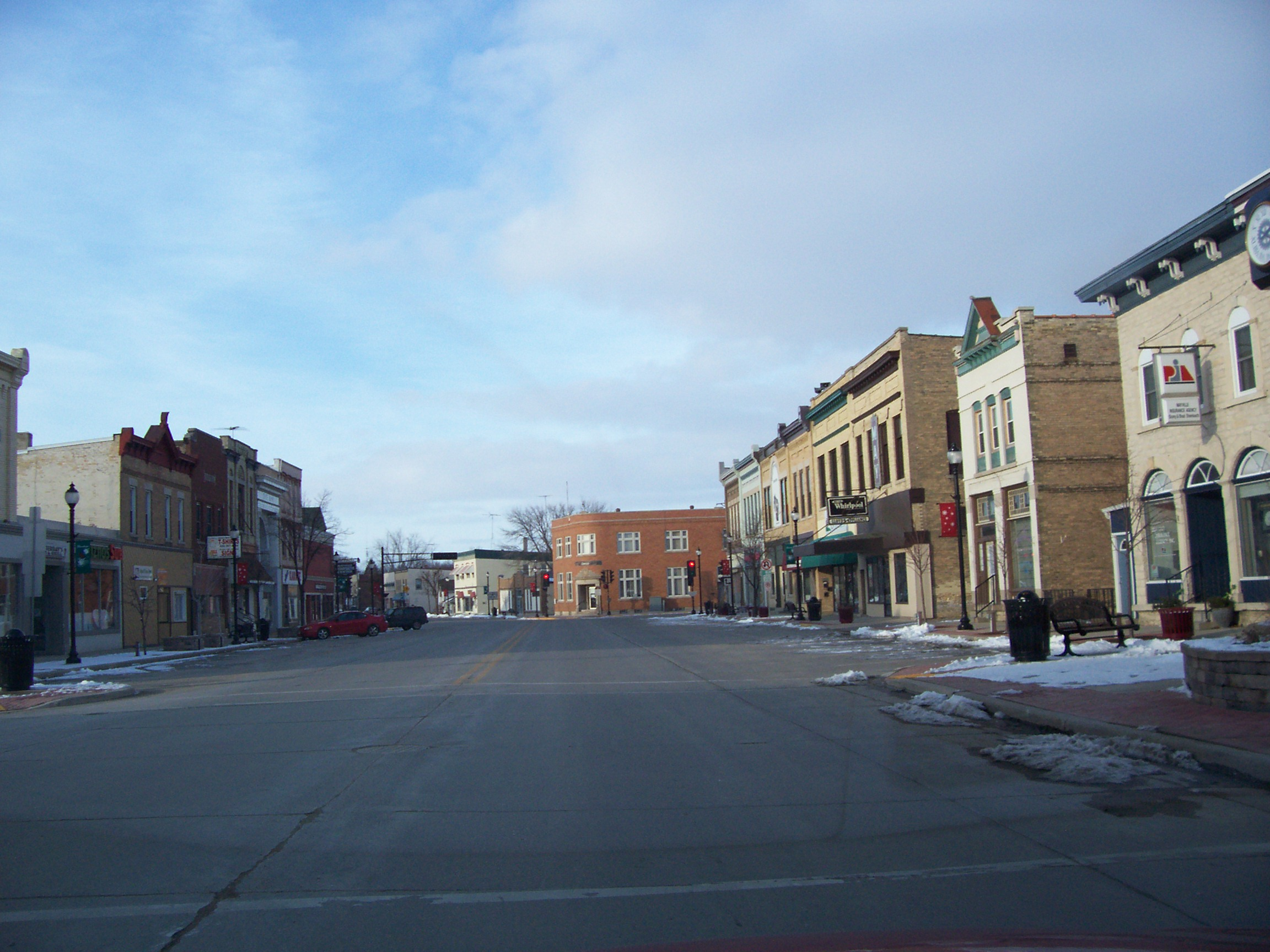
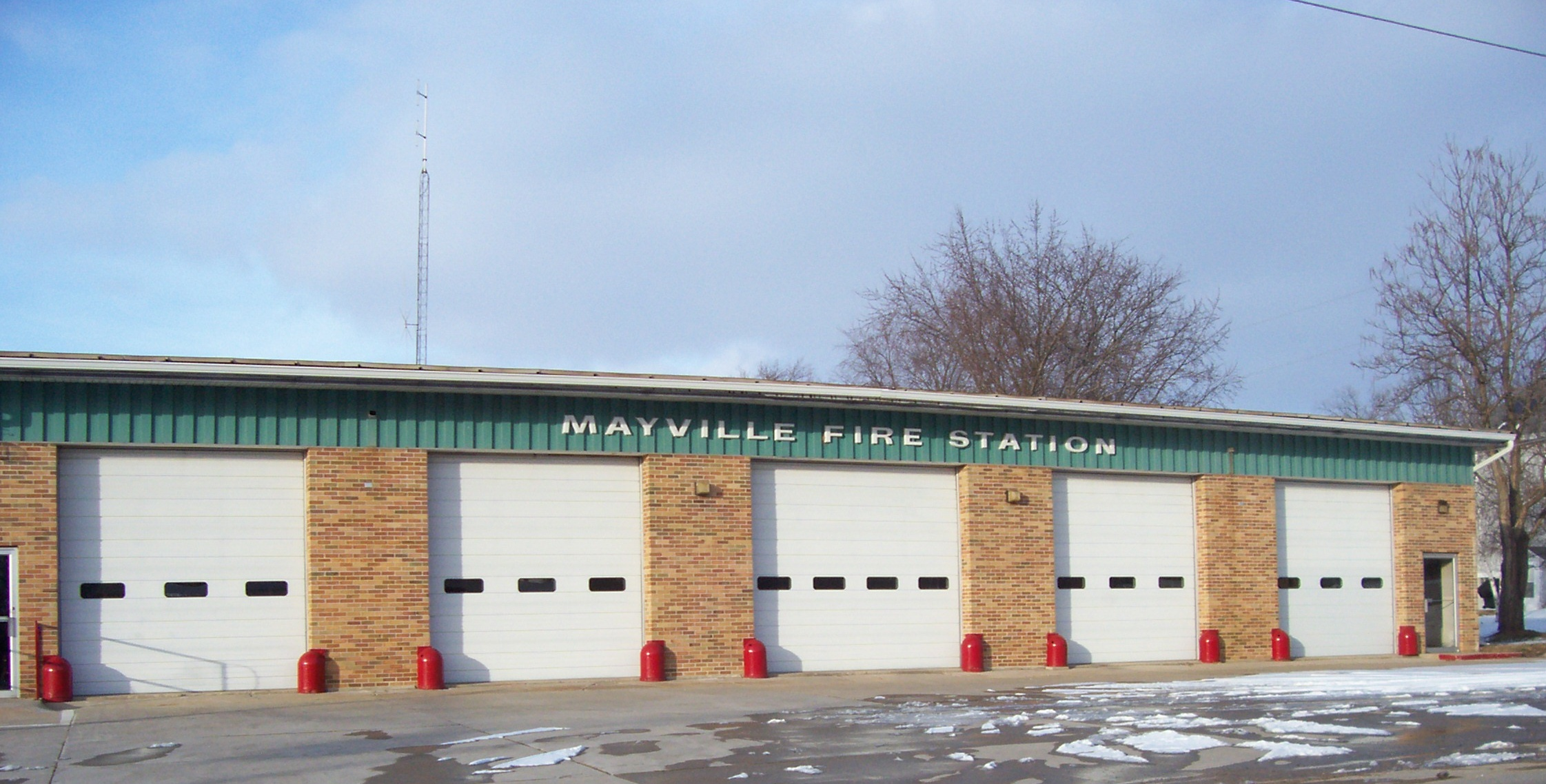
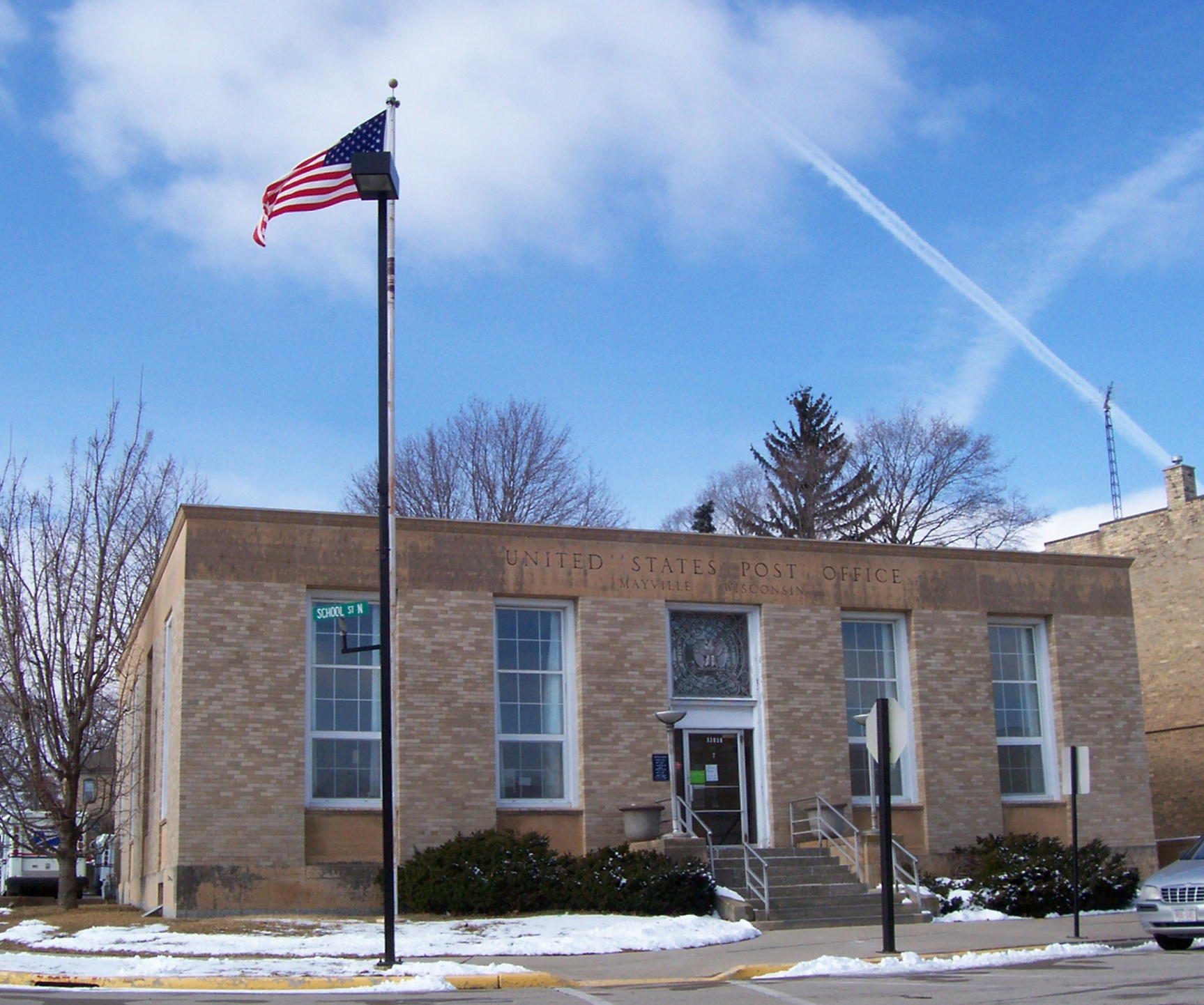
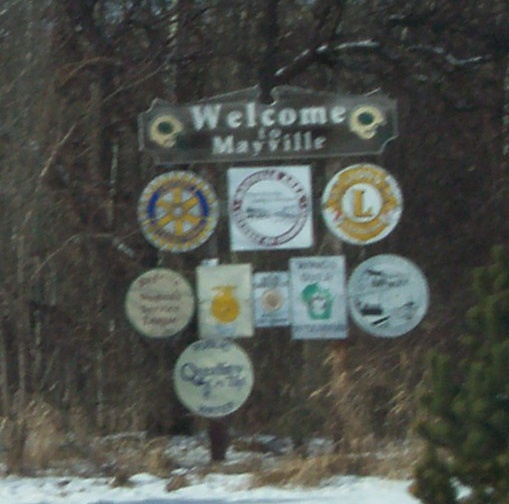
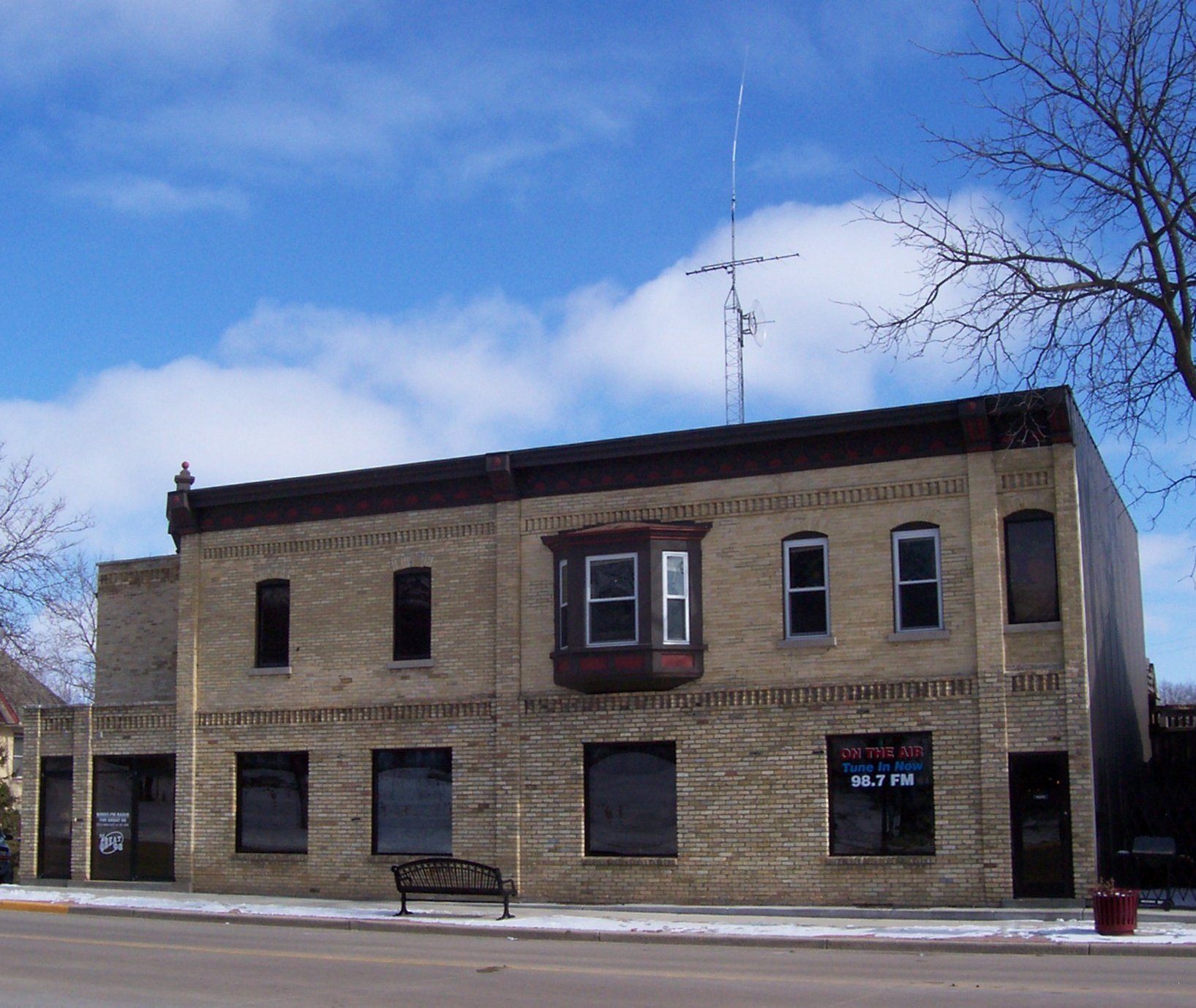
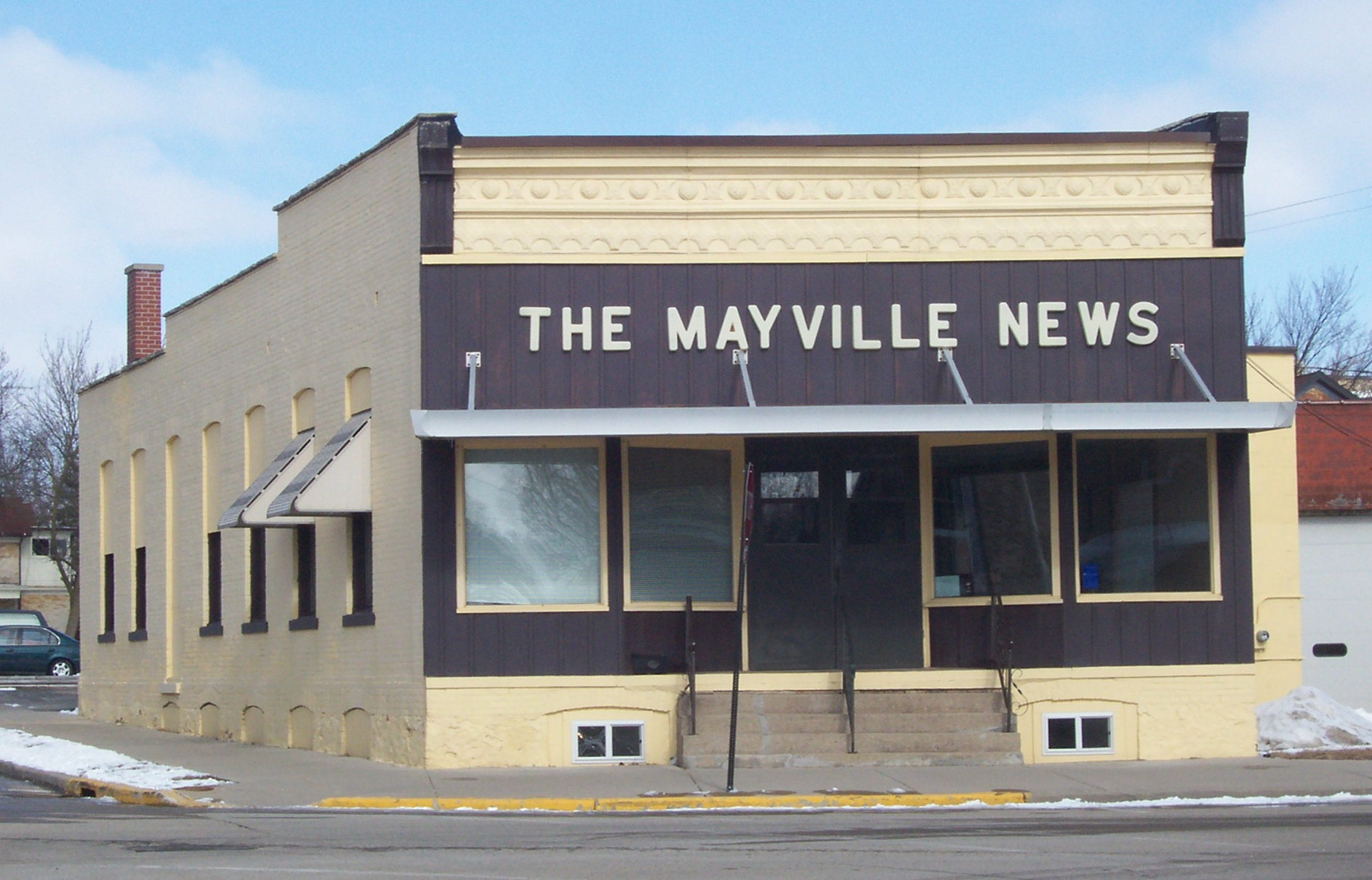
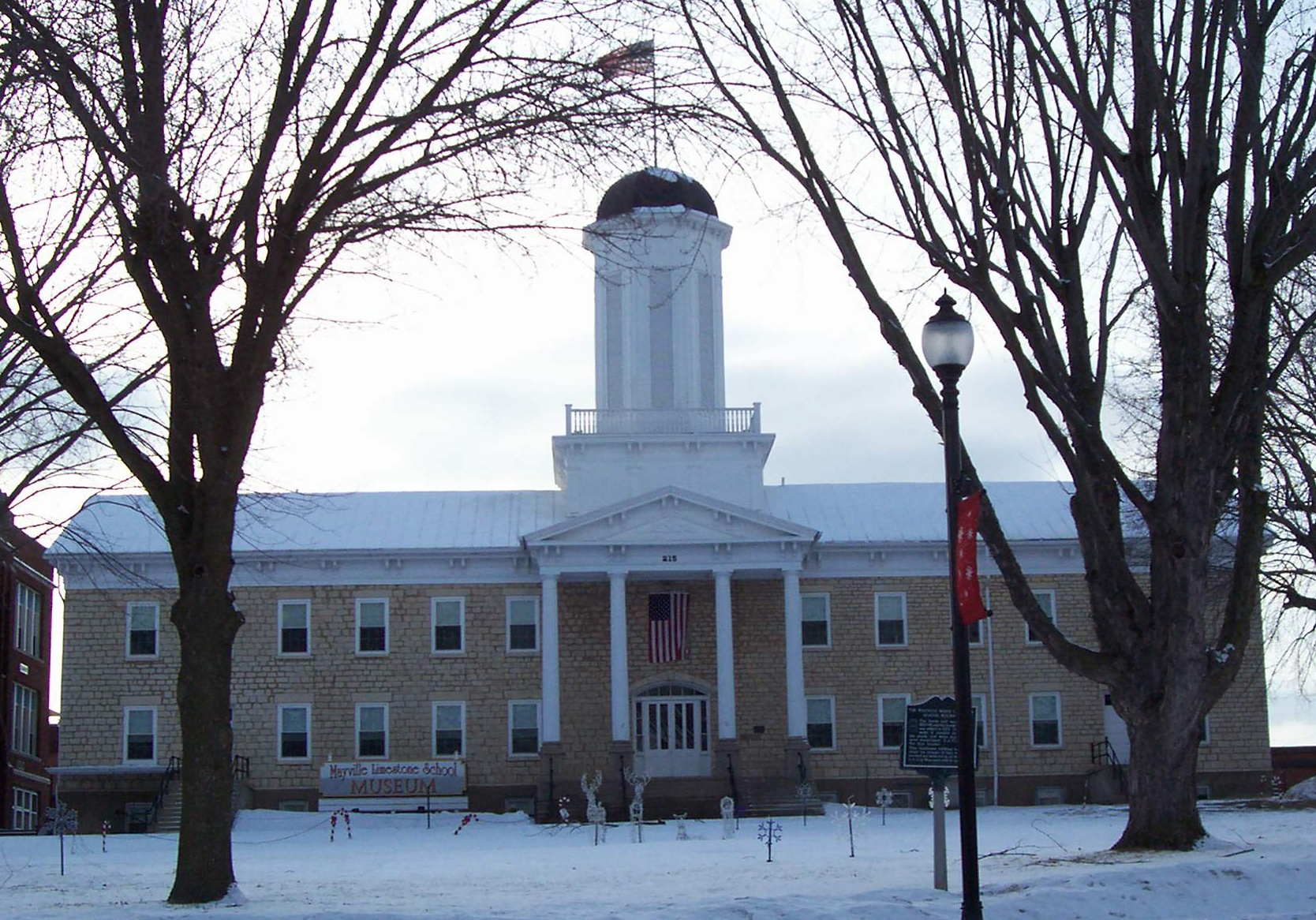
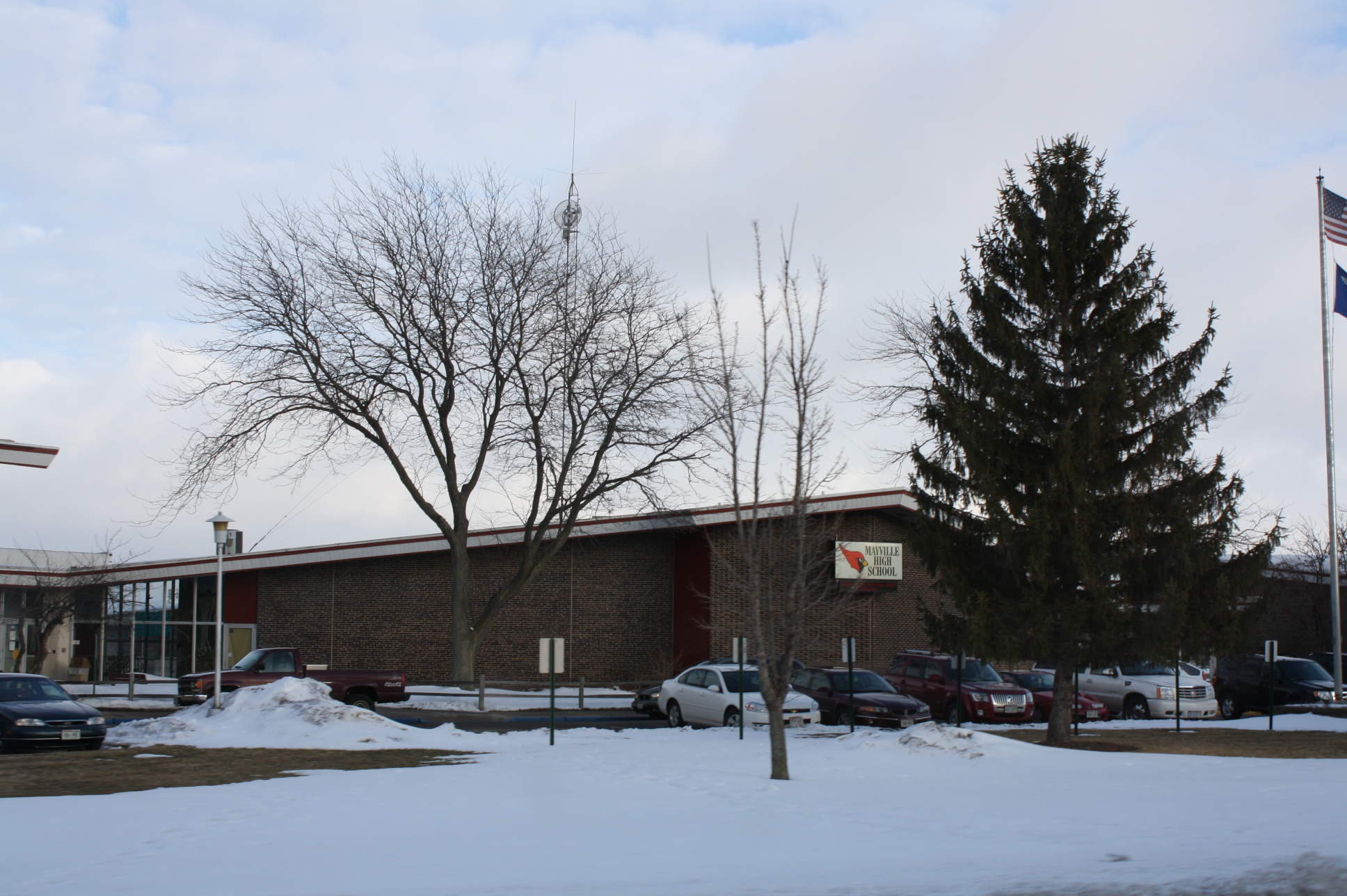
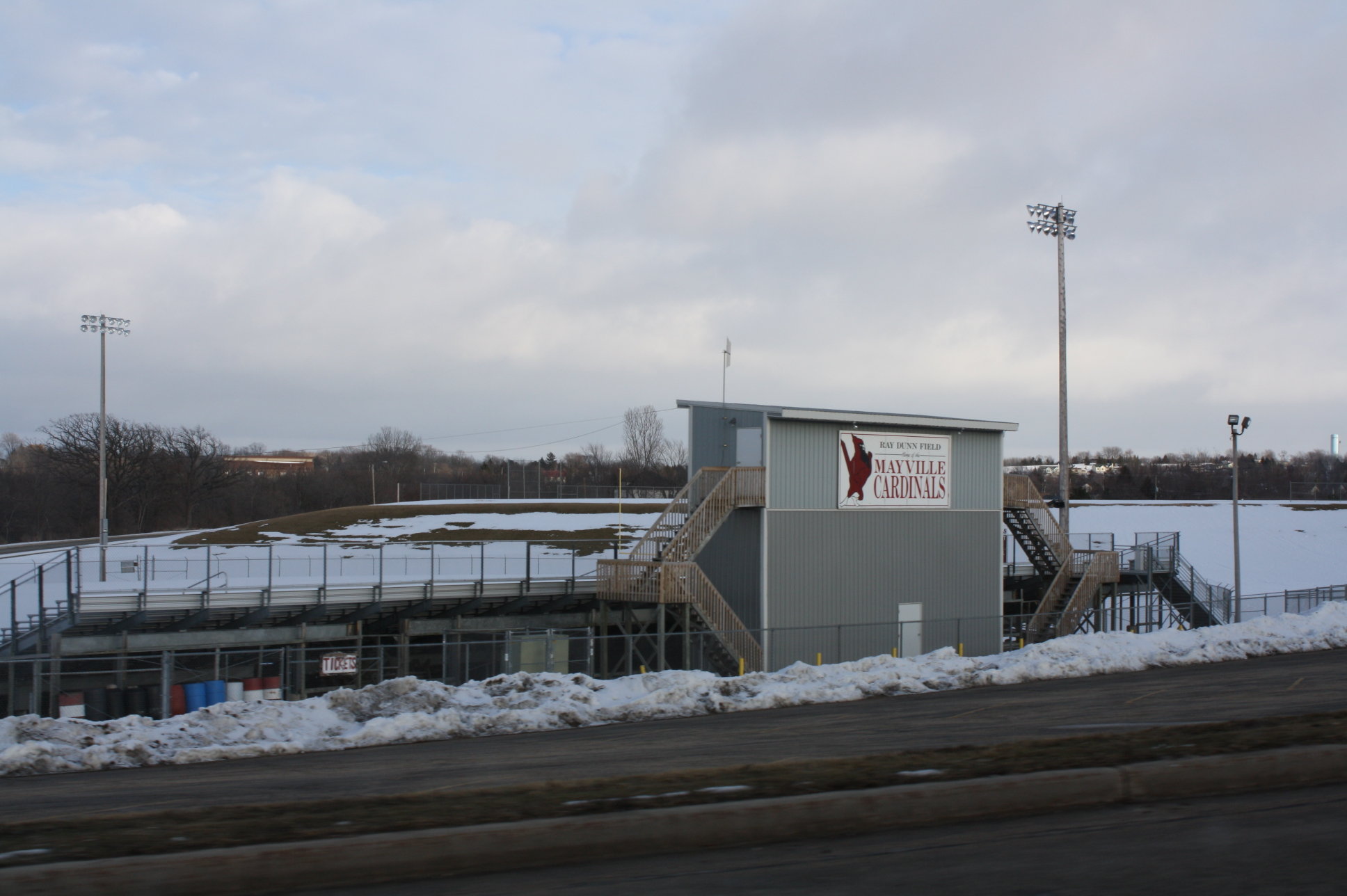